# Sandra Lewandowska
Sandra Magdalena Lewandowska (ur. 8 czerwca 1977 w Jeleniej Górze) – polska polityk, ekonomistka, posłanka na Sejm V kadencji (2005–2007).

## Życiorys
W 2002 ukończyła studia na Wydziale Gospodarki Regionalnej i Turystyki Akademii Ekonomicznej we Wrocławiu.
W latach 1999–2001 należała do Związku Socjalistycznej Młodzieży Polskiej, a w latach 1999–2004 do Sojuszu Lewicy Demokratycznej. Od października 2001 do października 2004 była kolejno przewodniczącą młodzieżówki SLD w Jeleniej Górze i wiceprzewodniczącą Stowarzyszenia Młodej Lewicy Demokratycznej w tym mieście.
W latach 2002–2004 pracowała w Ministerstwie Spraw Wewnętrznych i Administracji: od marca 2002 do grudnia 2003 była asystentką w gabinecie politycznym ministra Krzysztofa Janika, a od stycznia do czerwca 2004 pełniła funkcję głównego specjalisty w Wydziale Komunikacji Społecznej MSWiA. W lutym 2007 została wiceprzewodniczącą rady programowej TVP Opole.
W lipcu 2005 przystąpiła do Samoobrony RP i zasiadła w jej radzie krajowej. Została również wiceprzewodniczącą rady wojewódzkiej partii. W tym samym roku z listy tej partii została wybrana do Sejmu V kadencji w okręgu opolskim liczbą 5215 głosów. Zasiadała w Komisji Ochrony Środowiska, Zasobów Naturalnych i Leśnictwa, Komisji Administracji i Spraw Wewnętrznych oraz Komisji Rozwoju Przedsiębiorczości. Pełniła także funkcję wiceprzewodniczącej Podkomisji nadzwyczajnej do rozpatrzenia rządowego projektu ustawy o zapobieganiu i naprawie szkód w środowisku.
Z listy Samoobrony RP w przedterminowych wyborach parlamentarnych w 2007 bez powodzenia ubiegała się o ponowny mandat posła (otrzymała 2125 głosów), a w wyborach do Parlamentu Europejskiego w 2009 o mandat deputowanej (dostała 2972 głosy). Przed wyborami parlamentarnymi w 2011 brała udział w kampanii Ruchu Palikota.
Uczestniczyła w szóstej edycji programu telewizyjnego Taniec z gwiazdami (2007).

## Wyniki w wyborach ogólnopolskich
| Wybory | Komitet wyborczy                  | Komitet wyborczy                    | Organ           | Okręg        | Wynik        |
| ------ | --------------------------------- | ----------------------------------- | --------------- | ------------ | ------------ |
| 2005   |                                   | Samoobrona Rzeczpospolitej Polskiej | Sejm V kadencji | nr 21        | 5215 (1,95%) |
| 2007   | Sejm VI kadencji                  | Samoobrona Rzeczpospolitej Polskiej | 2125 (0,58%)    | nr 21        |              |
| 2009   | Parlament Europejski VII kadencji | Samoobrona Rzeczpospolitej Polskiej | nr 12           | 2972 (0,42%) |              |